# Luobasjávrrit
Luobasjávrrit (Luopasjaureh) är en grupp sjöar i Torneälvens avrinningsområde i Jukkasjärvi socken och Kiruna kommun i Lappland, Sverige. Två av dem är:
- Luopasjaureh (Jukkasjärvi socken, Lappland), sjö i Kiruna kommun, 68°11′59″N 19°32′12″Ö / 68.1998°N 19.5367°Ö (16,6 ha)
- Luopasjaureh, Lappland, sjö i Kiruna kommun, 68°12′23″N 19°32′11″Ö / 68.2064°N 19.5363°Ö (12,5 ha)